# Gustaf Erik Hasselgren
Gustaf Erik Hasselgren, né en 1781 à Stockholm et mort le 9 mars 1827 dans la même ville, est un peintre et graveur suédois.

## Biographie
Né en 1781 à Stockholm, Gustaf Erik Hasselgren étudie à l'académie de Stockholm. Il se rend à Berlin, Dresde, Vienne et, pendant cinq ans, en Italie. Il rentre chez lui en 1816 et devient alors professeur à l'Académie de Stockholm.
Il peint principalement des sujets de l'histoire suédoise. Il meurt le 9 mars 1827 dans sa ville natale.